# Nationalheltens orden
Nationalheltens orden er en jamaicansk orden, som blev indstiftet d. 18. juli 1969. Ordenen belønner de mest fremstående indsatser for Jamaica.
Nationalheltens orden har én klasse, medlem. Medlemmer tiltales Right Excellent.